# Балова концентрична склероза
Балова концентрична склероза или Балова болест је један од атипичних облика мултипле склерозе (МС), са инфламаторном демијелинизацијом сличној класичној мултиплој склерози, али са том разликом што демијелинизована ткива формирају концентричне слојеве који се понекад могу спонтано побољшати.
Истраживачи су мислили да је прогноза болести слична прогнози код акутне мултипле склерозе, али је данас познато да пацијенти могу преживети и развити спонтану ремисију, а пријављени су и асимптоматски случајеви.
Балова болест је ретка и прогресивна варијанта мултипле склерозе, која се обично први пут појављује у одраслом добу, али су пријављени и случајеви јављања у детињству.
Док је мултипла склероза обично болест која расте и развија се, Балова болест је другачија по томе што има тенденцију да брзо напредује. 
Симптоми могу укључивати главобољу, нападе, постепену парализу, невољне грчеве мишића и губитак когнитивних способности. 

## Епидемиологија
Балова болест је редак поремећај који подједнако погађа мушкарце и жене.
На глобалном нивоу нешто више случајева је пријављено у Кини и Филипинима него другде.

## Етиологија
Иако узрок мултипле склерозе и њених варијанти остаје непознат, неке студије су показале да аутоимуни фактори могу играти улогу у развоју Балове болести.
Аутоимуни поремећаји настају када природна одбрана тела од „страних” или инвазивних организама (нпр антитела) почне да напада сопствено здраво ткиво из непознатих разлога.

## Патофизиологија
Лезије код Балове склерозе припадају обрасцу III лезија МС (дистална олигодендроглиопатија). Сада се верује да је Балоva концентрична склероза варијанта мултипле склерозе обрасца III  и вероватно због метаболичких проблема.
Бало лезије показују вене у свом центру, попут оних код МС, неке сугеришу на микрохеморагије или мале ектатичне венуле. За разлику од МС, не појављују се кортикалне лезије сиве материје.

### Теоријски модели
Према истраживањима др Лукинетија, код Балоове концентричне склерозе, прстенови могу бити узроковани физиолошком хипоксијом (слично оној коју изазивају неки токсини или вируси) у лезији, којој се заузврат супротставља експресија протеина стреса на граници. Ова експресија и контра-експресија формирају прстенове очуваног ткива унутар лезије и прстенове демијелизованог ткива непосредно иза места где је претходни напад индуковао заштитне протеине стреса. Дакле, каснији напади формирају концентричне прстенове.
Неки други истраживачи тврде да је, као и код МС обрасца III, активност комплекса IV митохондријалног респираторног ланца смањена и да би то могло бити кривац за оштећење аксона посредовано глутаматом. 
На крају, ова проширена лезија узрокује прогресивну слику која се обично види. Међутим, код неких пацијената, изгледа да је патологија која је у основи болести прегорела и због тога се болест може зауставити, а самим тим и пацијенти који се спонтано опорављају. Механизми који покрећу нападе и опоравак остају неизвесни.
Ипак, овај модел је доведен у питање недавним извештајима који су открили оштећење астроцита, слично оном пронађеном у аквапорин-серопозитивном неуромијелитис оптица. Иако нису пронађена анти-НМО антитела, оштећење је слично, што указује на проблеме у воденом каналу астроцита.
Представља три клиничка подтипа: монофазни, релапсно-ремитентни и примарни, брзо прогресивни. Цереброспинална течност (ЦСФ) је или нормална или показује благу мононуклеарну инфламаторну реакцију. Олигоклоналне траке ограничене на ЦСФ присутне су само у мањини случајева.

### Остали модели
Предложен је математички модел за концентричну склерозу. Аутори разматрају претходне патогене теорије, дискутују о вези између концентричне склерозе и Лизеганговог периодичног феномена преципитације и предлажу нови механизам заснован на самоорганизацији.

### Клинички ток
Клинички ток је примарно прогресиван, али је забележен релапсно-ремитентни ток. Чини се да се ток поправља са терапијом преднизоном, иако су докази о томе анегдотски и такве закључке је тешко прихватити с обзиром на то да постоје случајеви у којима се пацијенти спонтано опорављају без обзира да ли је пацијент био на терапији стероидима или не. 
Бало лезије могу нестати током времена, али је такође пријављено да се болест може претворити у РРМС.
Клинички ток лезија сличних Балоу такође зависи од контекста у коме се појављују. Пријављене су лезије сличне Балоу код аквапорин-4 серопозитивних и серонегативних НМОСД, као и код деце, као део презентације налик АДЕМ.

## Клиничка слика
Већину случајева карактерише постепени почетак симптома који се могу наћи код чешћег типа МС, укључујући грчеве мишића и парализу.
Други неуролошки симптоми се развијају у зависности од подручја мозга која су захваћена и могу укључивати интелектуално оштећење и/или физиолошке абнормалности. Међутим, у свом најозбиљнијем облику, Бало болест такође може да укаже на присуство заразне болести, са знацима високе температуре и главобољом.

## Дијагноза
Лезије под магнетном резонанцом су карактеристичне због свог природног концентричног облика.
Под тестом ЦСФ лумбалне пункције, са Балоовом концентричном склерозом, као и пацијенти са лезијама III обрасца, недавно се показало да су углавном негативни на олигоклоналне траке ограничене на ЦСФ. Такође, пацијенти обрасца III имају тенденцију да буду негативни под МРЗ реакцијом (вируси малих богиња, рубеоле и зостер вируса).

### Педијатријски случајеви
Пријављено је да се Балова концентрична склероза код деце понаша другачије неко њен облик код одраслих. 

### Лезије на обдукцији и биопсији
Извештај који упоређује спектроскопију 1Х-магнетне резонанце, пренос магнетизације и дифузиони тензор са хистопатологијом код пацијента са Балоовом концентричном склерозом, открио је да је упала праћена фракционом анизотропијом и повећаним лактатом. Насупрот томе, однос преноса магнетизације и коефицијент дифузије показују губитак ткива у прстеновима лезије.

### Лезије на МРИ
Карактеристике МРИ и карактеристике лезије могу се повезати када се уради биопсија, пружајући начин за стандардизацију будуће МРИ дијагнозе.
Балове лезије концентричне склерозе могу се разликовати од нормалних лезија на МРИ показујући наизменичне хипоинтензивне и хиперинтензивне слојеве.
Балоове концентричне лезије се могу видети помоћу техника снимања мијелинске воде. Ово је специјална МРИ секвенца која показује проценат садржаја воде у мијелину.
Лезије Патерн III, укључујући Балове лезије, имају специфичан образац иницијације na МРИ (МРИЛИП) који се састојe у показивању побољшања гадолинијума пре појаве ФЛАИР МРИ.
Под 7-Тесла МРИ Балове лезије показују централну вену, као код МС.

## Диференцијална дијагноза
Симптоми следећих поремећаја који могу бити слични онима код Балоове болести могу бити од значаја за диференцијалну дијагнозу:
Адренолеукодистрофија - редак наследни метаболички поремећај који се карактерише губитком масног омотача (мијелинске овојнице) око нервних влакана у мозгу (церебрална демијелинизација) и прогресивном дегенерацијом надбубрежне жлезде. Симптоми овог поремећаја могу укључивати генерализовану слабост мишића (хипотонија), претеране рефлексне одговоре (хиперрефлексија), оштећену способност координације покрета (атаксија), спастичну делимичну парализу и/или осећај пецкања или пецкања у рукама или ногама. 
Мултипла склероза  - хронични поремећај централног нервног система (ЦНС) који узрокује уништење омотача који окружује нервна влакна (мијелинске овојнице). Ток болести је променљив. Може напредовати, релапсирати, попуштати и/или се стабилизовати. Симптоми могу укључивати двоструки вид (диплопију), невољне ритмичке покрете очију (нистагмус), оштећење говора, утрнулост у рукама и ногама и/или отежано ходање. Такође може бити присутна оштећена функција црева и бешике. 
Канаванова леукодистрофија  - ретка наследна врста леукодистрофије коју карактерише прогресивна дегенерација централног нервног система. Симптоми могу укључивати прогресивно ментално погоршање праћено повећаним тонусом мишића (хипертонијом), лошом контролом главе, повећањем мозга (мегалоцефалија) и/или слепилом. Симптоми обично почињу у детињству. Рани симптоми Канаванове леукодистрофије могу укључивати општи недостатак интересовања за свакодневни живот (апатија), слабост мишића и клонулост (хипотонија) и губитак претходно стечених менталних и моторичких вештина. Како болест напредује, може доћи до спастичних контракција мишића руку и ногу, недостатка мишићне снаге у врату, отока мозга (мегалоцефалија) и парализе. 
Метахроматска леукодистрофија (МЛД)  - ретка наследна леукодистрофија коју карактерише абнормална акумулација супстанце сличне масноћи познате као сулфатид у ткивима нервног система и других органа. Ово доводи до губитка омотача на нервним влакнима (мијелинска овојница). Симптоми могу укључивати слепило, конвулзије, хипертонију мишићне ригидности) и/или моторичке поремећаје који могу довести до парализе и деменције. 
Крабеова болест или леукодистрофија глобоидних ћелија, ОМИМ 245200 редак је аутозомно рецесивни поремећај лизозомалног складиштења узрокован недостатком галактоцереброзидазе која утиче на мијелински омотач нервних ћелија у мозгу и целом нервном систему. Овај по својој суштини дегенеративни поремећај уништава заштитни слој нервних ћелија. Спада у групу наследни поремећаја и ретких болести са учесталошћу 1/100.000 људи. Клиничка слика се обично јавља код беба до 6 месеци старости и завршава смрћу детета пре друге године. Ако се болест јавља код нешто старије деце или одраслих, напредовање болести доста варира. За Крабесову болест не постоји лек, па се лечење заснива на подршци и нези. У неким случајевима, позитивних резултата у терапији било је након трансплантације матичних ћелија, посебно ако деца још нису развила симптоме, или код старије деца и одраслих.
Александрова болест  - изузетно редак, прогресивни метаболички поремећај који се често наслеђује. То је један од подтипова леукодистрофије. Александрову болест карактерише губитак масних слојева који покривају нервна влакна (демијелинизација) и формирање абнормалних влакана (Розенталових влакана) у мозгу. Симптоми могу укључивати грчеве мишића, ментално оштећење и/или кашњење у расту. Већина новорођенчади са Александровом болешћу има абнормално велику главу (мегаленцефалију), неуспех у развоју и нападе. 

## Терапија
Лечење Балове болести је симптоматско и подржавајуће.  
Кортикостероиди су обично корисни у смањењу тежине акутних манифестација засновано на њиховом антиинфламаторном дејству. 
Лечење за ублажавање симптома, као што су спастичност, слабост, бол или атаксија, укључује фармаколошке и рехабилитационе модалитете симптоматске терапије за ове симптоме.